# Кацирз, Бела
Бе́ла Каци́рз (венг. Katzirz Béla; род. 27 апреля 1953, Будапешт) — венгерский футболист, играл на позиции вратаря.

## Биография

### Клубная карьера
Кацирз воспитывался в клубе «Печ Эрцбаньяц», в котором отыграл один сезон. В 1973 году присоединился к клубу «Печ», в составе которого отыграл 10 сезонов и сыграл в чемпионате 197 матчей.
В 1983 году уехал в Португалию, где играл за лиссабонский «Спортинг» в течение трёх сезонов. Вернувшись на родину, играл за «Печ» и вскоре закончил карьеру по причине травмы.

### Карьера в сборной
Был среди трёх вратарей в заявке сборной Венгрии на чемпионате мира 1982 года, но на турнире не играл. Всего за сборную Венгрии сыграл 22 матча, в которых пропустил 23 мяча.